# نظریۀ اساس
نظریۀ اساس یا آموزۀ اساس (به آلمانی: Verfassungstheorie یا Verfassungslehre) مجموعه‌ای از مباحث در نقطۀ تلاقی حقوق اساسی و حقوق بین‌الملل است. این نظریه با  انتزاع و فاصله گرفتن از نظام‌های حقوقی مشخص،  در مرز میان نظریۀ دولت و نظریۀ حقوق قرار می‌گیرد و  به نوعی  فراتر از  حوزۀ صرفاً حقوقی  قدم می‌گذارد. در واقع،  نظریۀ اساس  به جای تمرکز بر  قواعد و  مقررات  خاص یک نظام حقوقی، به دنبال  کشف و  تبیین  اصول و  مفاهیم  کلی حاکم بر  ساختار و  کارکرد  نهادهای سیاسی و  حقوقی  است.
نظریۀ اساس با  دو حوزۀ  نظریۀ دولت و  نظریۀ حقوق  اشتراکات  زیادی دارد. به خصوص  تفکیک آن از  نظریۀ دولت  بسیار دشوار است، چرا که هر دو به  بررسی  مفاهیمی مانند  حاکمیت،  قدرت،  مشروعیت،  و  حقوق و  آزادی‌های  شهروندان  می‌پردازند.  با این حال،  نظریۀ اساس  بیشتر بر  جنبه‌های  حقوقی و  نهادی  تمرکز دارد،  در حالی که  نظریۀ دولت  به  مطالعه‌ی  ابعاد  سیاسی،  اجتماعی،  و  تاریخی  پدیده دولت  نیز  می‌پردازد.  تنها می‌توان  بخش‌های  مشخصی از  نظریۀ اساس،  مانند  مباحث مربوط به  تفکیک قوا،  فدرالیسم،  و  دموکراسی  را  با  دقت کافی به  یکی از این دو حوزه،  یعنی  نظریۀ حقوق  یا  نظریۀ دولت،  نسبت داد.
افزون بر این،  نظریۀ اساس  اغلب (اما نه همیشه) با  نظریۀ دموکراسی  نیز  همپوشانی دارد.  به عنوان مثال،  مباحثی مانند  مشارکت  سیاسی و نمایندگی در هر دو حوزه  مورد  بررسی  قرار  می‌گیرند.  با این وجود،  نظریۀ دموکراسی  به طور  خاص  بر  مفاهیم  و  نهادهای  دموکراتیک  تمرکز  دارد،  در حالی که  نظریۀ اساس  به  بررسی  کلیۀ  نظام‌های  سیاسی  و  حقوقی،  از جمله  نظام‌های  غیر  دموکراتیک، می‌پردازد.  لازم به ذکر است که  نظریۀ  حقوق بنیادی رابرت الکسی،  که به  بررسی  مفاهیم  و  اصول حقوق بنیادی مانند  کرامت  انسانی،  آزادی،  و  برابری  می‌پردازد،  در زمرۀ مباحث  نظریۀ اساس  قرار  نمی‌گیرد.
همانطور که  فلسفۀ حقوق  به  نظریۀ حقوق  و  فلسفۀ دولت  و  «آموزۀ عمومی دولت»  به  نظریۀ دولت  تکامل  یافته‌اند،  نظریۀ اساس  در واقع  حاصل  تکامل  «آموزۀ اساس»  است.  نظریۀ اساس  با  اتخاذ  رویکردی  تحلیلی  و  انتقادی،  به  دنبال  ارائۀ  چارچوبی  نظری  برای  فهم  و  ارزیابی  نظام‌های  سیاسی  و  حقوقی  است.  با این حال،  همانند  عناوین  پیش‌گفته،  اصطلاحات  «آموزۀ اساس»  و  نظریه‌ی اساس  نیز  اغلب  به  جای  یکدیگر  به  کار  می‌روند.
نظریۀ اساس  نیز  مانند  نظریۀ دولت  که  از  فلسفۀ دولتِ  هنجاری- هستی‌شناسانه  به  نظریه‌ای  تحلیلی،  کثرت‌گرا  و  ساختارمند  تبدیل  شده است،  بر پایه  یک  رویکرد  تحلیلی-انتزاعی  و  با  تکیه  بر  تاریخ حقوق اساسی  شکل  گرفته است.  به عبارت دیگر،  نظریۀ اساس  با  بررسی  تجربیات  و  تحولات  تاریخی  در  زمینۀ حقوق اساسی،  به  دنبال  کشف  الگوها،  روندها،  و  اصول  کلی  حاکم  بر  نظام‌های  سیاسی  و  حقوقی  است.  این  رویکرد  به  نظریۀ اساس  اجازه  می‌دهد  تا  به  جای  ارائه  پاسخ‌های  قطعی  و  توصیه‌های  هنجاری،  به  طرح  پرسش‌های  بنیادین  و  ارائه  چارچوبی  برای  تحلیل  و  ارزیابی  نظام‌های  مختلف  بپردازد.

## مکتب اشمیت و مکتب سمند
کتاب «آموزۀ اساس» اثر کارل اشمیت که در سال ۱۹۲۸ منتشر شد، همچنان به عنوان اثری بنیادین در نظریۀ اساس شناخته می‌شود. در  حوزۀ  آموزۀ دولت و  آموزۀ اساس،  دو مکتب فکری  مهم  به نام‌های  مکتب اشمیت  و  مکتب سمند  وجود دارند.  مکتب سمند  بر اساس  کتاب  «اساس و  حقوق اساسی»  رودلف سمند شکل گرفته است.  این کتاب  نیز  در سال ۱۹۲۸،  اما  پس از  کتاب اشمیت،  منتشر شد  و  در آن  سمند  نظریۀ خود موسوم به «نظریۀ ادغام» را  مطرح کرد.
رویکرد اشمیت را می‌توان  تصمیم‌گرا،  (گاهی)  قطبنده،  و  هنجاری  دانست،  در حالی که  رویکرد سمند  ادغام‌گرا،  توافقی،  غیردگماتیست،  و  توصیفی  است.
از جمله  پیروان  مکتب اشمیت  یا  به عبارتی  حلقۀ فکری اشمیت  می‌توان به  ارنست رودلف هوبر (۱۹۹۰-۱۹۰۳)،  ورنر وبر (۱۹۷۶-۱۹۰۴)،  ارنست فورشتوف (۱۹۷۴-۱۹۰۹)،  رومن شنور (۱۹۹۶-۱۹۲۷)،  ارنست-ولفگانگ بوکن‌فورده (۲۰۱۹-۱۹۳۰)،  هلموت کواریتش (۲۰۱۱-۱۹۳۰)  و یوزف ایزنزه (متولد ۱۹۳۷)  اشاره کرد.
از  نمایندگان  مکتب سمند  نیز  می‌توان گرهارد لایب‌هولتس (۱۹۸۲-۱۹۰۱)، اولریش شوینر (۱۹۸۱-۱۹۰۳)، کنراد هسه (۲۰۰۵-۱۹۱۹)، هورست امکه (۲۰۱۷-۱۹۲۷)،  پیتر هبرله (متولد ۱۹۳۴)،  فریدریش مولر (متولد ۱۹۳۸)،  فریدهلم هوفن (متولد ۱۹۴۴)  و  مارتین مورلوک (متولد ۱۹۴۹)  را  نام برد.
هاینریش تریپل،  اریش کافمن  و  هرمان هلر (نویسنده  کتاب  «آموزۀ دولت»  که  پس از  مرگش  و  به  صورت  ناتمام  در سال ۱۹۳۴  منتشر شد)  به  هیچ‌یک از  این  دو مکتب  تعلق  نداشتند  و  خود  مکتبی  را  بنیان  ننهادند.  طبیعتاً  حقوق‌دانان پوزیتیویست نیز  به  هیچ‌یک از  این  دو مکتب  وابسته  نبودند. هانس کلسن  با  توسعۀ  حقوق  پوزیتیویستی و ارائۀ «آموزۀ ناب حقوق» (۱۹۳۴)  حلقۀ فکری  خاص  خود را  ایجاد کرد.

## آموزش نظریۀ دولت و نظریۀ اساس در دانشگاه‌ها
نظریۀ دولت و نظریۀ اساس  گاهی در برنامه‌های درسی رشتۀ حقوق تدریس می‌شوند، هرچند جزو دروس اصلی و رایج این رشته محسوب نمی‌شوند. در علوم سیاسی،  آموزۀ اساس  در بسیاری از دانشگاه‌ها به عنوان  جزء  ثابتی از  برنامه‌ی درسی  ارائه می‌شود و یکی از  مبانی  مهم  در  حوزه‌ی  مطالعات نظام‌های سیاسی  به شمار می‌رود.  جنبه‌های مختلف  نظریه‌ی اساس  به  طور  غیرسیستماتیک  در  چارچوب  نظریه سیاسی  تدریس می‌شوند.

## مسائل روز
نظریۀ دولت و نظریۀ اساس در  بحث‌های مربوط به  ماهیت اتحادیه اروپا  و  تشخیص آن  به عنوان  یک  "اتحادیه دولتی" (در مقابل  دو  دسته‌بندی  جاافتاده‌ی  "کنفدراسیون"  و  "فدراسیون")  و  همچنین  در  بحث‌های  پیرامون  ویژگی‌های  قانون اساسی  "معاهده‌ی  تأسیس  قانون اساسی  برای  اروپا"  مورد توجه  بیشتری  قرار  گرفته‌اند.

### آثار مرتبط با مکتب اشمیت
کتاب‌ها و مجموعه مقالات
- کارل اشمیت: آموزۀ اساس، ویراست نهم، انتشارات دونکر و هومبلوت، برلین ۱۹۹۳ (چاپ جدید ویراست اول ۱۹۲۸ با اصلاح ایرادات)، شابک ‎ISBN 3-428-07603-6،  نقدها: 1 2 (PDF؛ ۱۲۷ کیلوبایت).
- کارل اشمیت: مقالات حقوق اساسی از سال‌های ۱۹۲۴ تا ۱۹۵۴،  ویراست چهارم (چاپ مجدد بدون تغییر ویراست اول ۱۹۵۸)،  شابک ‎ISBN 3-428-01329-8.
- ارنست-ولفگانگ بوکن‌فورده: دولت، جامعه، آزادی. مطالعاتی در نظریه دولت و حقوق اساسی، انتشارات زورکامپ، فرانکفورت ۱۹۷۶، شابک ‎ISBN 3518277634.
- ارنست-ولفگانگ بوکن‌فورده: دولت، اساس، دموکراسی. مطالعاتی در نظریه اساس و حقوق اساسی، ویراست دوم، انتشارات زورکامپ، فرانکفورت ۱۹۹۲، شابک ‎ISBN 3-518-28553-X.
- ارنست-ولفگانگ بوکن‌فورده: دولت، ملت، اروپا. مطالعاتی در آموزۀ دولت، نظریه اساس و فلسفه حقوق، ویراست دوم، انتشارات زورکامپ، فرانکفورت ۲۰۰۰، شابک ISBN 3-518-29019-3.
- ارنست-ولفگانگ بوکن‌فورده: حق، دولت، آزادی. مطالعاتی در فلسفه حقوق، نظریه دولت و تاریخ حقوق اساسی، ویراست چهارم، انتشارات زورکامپ، فرانکفورت ۲۰۰۶، شابک ‎ISBN 3-518-28514-9.
- ارنست-ولفگانگ بوکن‌فورده: تمایز نظری اساس بین دولت و جامعه به عنوان شرط آزادی فردی،  اوپلاندر ۱۹۷۳،  شابک ‎ISBN 3-531-07183-1.
- یوزف ایزنزه: اصل فرعی بودن و حقوق اساسی، ویراست دوم، انتشارات دونکر و هومبلوت، برلین ۲۰۰۱، شابک ‎ISBN 3-428-10632-6.

مقالات
- ارنست-ولفگانگ بوکن‌فورده: وضعیت اضطراری سرکوب‌شده. درباره‌ی اقدامات قدرت دولتی در شرایط استثنایی، در: NJW 1978، صص ‎۱۸۸۱-۱۸۹۰.
- هلموت کواریتش: کلیسا و دولت. مسائل نظری قانون اساسی و نظریه دولت در آموزه‌ی حقوق کلیسای دولتی معاصر، در:  دولت، جلد ۱ (۱۹۶۲)، صص ‎۱۷۵-۱۹۷ و ۲۸۹-۳۲۰.

### آثار مرتبط با مکتب سمند
کتاب‌ها و مجموعه مقالات
- رودلف سمند: قانون اساسی و حقوق اساسی، انتشارات دونکر و هومبلوت، مونیخ ۱۹۲۸.
- هورست امکه:  مقالاتی در نظریه قانون اساسی و سیاست قانون اساسی (به کوشش پیتر هبرله)، کونیگ‌اشتاین ۱۹۸۱.

مقالات
- پیتر هبرله: اصل فرعی بودن از دیدگاه حقوق اساسی تطبیقی، در: AöR، جلد ۱۱۹ (۱۹۹۴)، صص ‎۱۶۹-۲۰۶.
- رومن شنور: قدرت هنجاری قانون اساسی. در: DVBl 75 (1960)، صص ‎۱۹۷-۲۲۱.